# Boogfries

Een rondboogfries (2) tussen twee lisenen (1)

Een boogfries is een rij kleine even hoge bogen die in een horizontale rij met elkaar verbonden zijn. Een boogfries kan als stilistisch element toegepast zijn, maar ze kunnen ook dienen als praktische oplossing om de bovenliggende muur die uitspringt op te vangen. De boogjes leiden dan het gewicht af naar de in de muur opgenomen kraagstenen. De bogen van een boogfries zijn niet open en zijn dus blinde bogen.
Een kenmerkend onderdeel van de romaanse architectuur zijn de lisenen, die door een rij rondbogen met elkaar worden verbonden. Deze motieven vinden hun  oorsprong in de byzantijnse bouwkunst uit de 4e en 5e eeuw na Chr.

## Soorten
Boogfriezen kunnen voorkomen als rondboogfries, waarbij ze de vorm van een rondboog hebben, of als spitsboogfries, waarbij ze de vorm van een spitsboog hebben. Wanneer de spitsbogen van een boogfries toten hebben wordt ze een tootboogfries genoemd.
De soorten:
- Rondboogfries
- Spitsboogfries
- Keperfries
- Tootboogfries
- Vlechtboogfries
- Klimmend boogfries